# Episodi de Il trenino Thomas (settima stagione)
La settima stagione de Il trenino Thomas è stata trasmessa in prima visione in Regno Unito su Nick Jr. dal 6 ottobre al 10 novembre 2003. In Italia è stata trasmessa su JimJam.
| N° | Titolo originale                | Titolo italiano             | Prima TV UK      |
| -- | ------------------------------- | --------------------------- | ---------------- |
| 1  | Emily's New Coaches             | Le nuove carrozze di Emily  | 6 ottobre 2003   |
| 2  | Percy Gets It Right             | Percy ha ragione            | 7 ottobre 2003   |
| 3  | Bill, Ben and Fergus            | Bill, Ben e Fergus          | 8 ottobre 2003   |
| 4  | The Old Bridge                  | Il vecchio ponte            | 9 ottobre 2003   |
| 5  | Edward's Brass Band             | La banda di Edward          | 10 ottobre 2003  |
| 6  | What's the Matter with Henry?   | Henry non sta bene          | 13 ottobre 2003  |
| 7  | James and the Queen of Sodor    | La regina di Sodor          | 14 ottobre 2003  |
| 8  | The Refreshment Lady's Tea Shop | La sala da tè               | 15 ottobre 2003  |
| 9  | The Spotless Record             | La locomotiva senza macchia | 16 ottobre 2003  |
| 10 | Toby's Windmill                 | Il mulino a vento di Toby   | 17 ottobre 2003  |
| 11 | Bad Day at Castle Loch          | Brutta giornata al castello | 20 ottobre 2003  |
| 12 | Rheneas and the Roller Coaster  | Sulle montagne russe        | 21 ottobre 2003  |
| 13 | Salty's Stormy Tale             | Tempesta in arrivo          | 22 ottobre 2003  |
| 14 | Snow Engine                     | La locomotiva di neve       | 23 ottobre 2003  |
| 15 | Something Fishy                 | Il villaggio dei pescatori  | 24 ottobre 2003  |
| 16 | The Runaway Elephant            | In corsa con l'elefante     | 27 ottobre 2003  |
| 17 | Peace and Quiet                 | Pace e silenzio             | 28 ottobre 2003  |
| 18 | Fergus Breaks the Rules         | Fergus disobbedisce         | 29 ottobre 2003  |
| 19 | Bulgy Rides Again               | Bulgy torna in strada       | 30 ottobre 2003  |
| 20 | Harold and the Flying Horse     | Harold e il cavallo volante | 31 ottobre 2003  |
| 21 | The Grand Opening               | La grande inaugurazione     | 3 novembre 2003  |
| 22 | Best Dressed Engine             | Le locomotive addobbate     | 4 novembre 2003  |
| 23 | Gordon and Spencer              | Gordon e Spencer            | 5 novembre 2003  |
| 24 | Not So Hasty Puddings           | I dolciumi natalizi         | 6 novembre 2003  |
| 25 | Trusty Rusty                    | L'affidabile Rusty          | 7 novembre 2003  |
| 26 | Three Cheers for Thomas         | Urrà per Thomas             | 10 novembre 2003 |

## Le nuove carrozze di Emily
Sull'isola di Sodor arriva una nuova locomotiva, Emily, e per sbaglio prende Annie e Clarabel, le carrozze di Thomas. Per questo, tutte le locomotive, ma specialmente Thomas, la fanno sentire sgradita.

## Percy ha ragione
Percy vede che dei binari sulla linea di Toby sono pericolanti ed avverte le altre locomotive che potrebbe verificarsi una frana, però nessuno lo ascolta. Quando Pallone Gonfiato manda Thomas a prendere un toro, la locomotiva prende la linea di Toby, che ritiene sicura, ma presto cambierà idea.

## Bill, Ben e Fergus
La nuova locomotiva Fergus arriva alla cava per aiutare Bill e Ben. Però, i gemelli lo trovano antipatico in quanto vuole che tutti facciano le cose per bene.

## Il vecchio ponte
Skarloey sta attraversando un ponte di legno e rischia di cadere perché è danneggiato. Ciò lo spaventa moltissimo, ed ha molta paura di attraversarlo, nonostante sia stato riparato.

## La banda di Edward
Edward deve portare la banda ad un concerto ma fa un incidente con una gru e viene riparato. Quindi, Bertie viene incaricato di portare la banda al concerto. Però, la corriera rimane impantanata nel fango ed Edward deve salvare la banda.

## Henry non sta bene
Henry è malato, ma Thomas e Percy credono che stia facendo finta e gli fanno portare al porto un lungo convoglio di vagoni di carbone. Fortunatamente, Emily cerca di capire cosa ha Henry.

## La regina di Sodor
Gordon è stanco di sentire James che si vanta della sua vernice rossa. Un giorno, Gordon convince James a cogliere l'occasione per andare a prendere la Regina di Sodor, che altro non è che una vecchia chiatta puzzolente.

## La sala da tè
Peter Sam ha il compito di trovare il luogo adatto per la nuova sala da tè della signora ristoro, in quanto la signora vorrebbe una sala da tè in ogni posto. Però, a seguito di una tempesta, Peter Sam riesce a trovare una soluzione.

## La locomotiva senza macchia
Sull'isola arriva Arthur, una locomotiva nota per il suo stato di servizio senza macchia, ovvero il suo record di zero pasticci e marachelle. Però, rimarrà senza macchia fino a quando Thomas non gli fa uno scherzo.

## Il mulino a vento di Toby
Il posto preferito di Toby sull'isola di Sodor è il vecchio mulino a vento. Un giorno, Toby causa guai quando si schianta contro i vagoni di farina che doveva portare al mercato. Inoltre, quella notte, una tempesta distrugge il mulino. Perciò, Toby si impegna per ricostruirlo.

## Brutta giornata al castello
Donald e Douglas devono portare un treno speciale al castello di Callan. Però, le due locomotive rimangono bloccate e vedono un mostro spaventoso. Fortunatamente, si tratta solo di Harvey.

## Sulle montagne russe
Rheneas viene incaricato di portare i bambini in un giro sulla ferrovia, ma non si ritiene abbastanza speciale per il compito. Però, presto ottiene le sue speranze quando imbocca una linea tortuosa.

## Tempesta in arrivo
Durante una tempesta, la lampada del faro di Brendam si fulmina. Però, Salty e Fergus hanno un piano per salvare la situazione.

## La locomotiva di neve
Ad Oliver non piace la neve, ma Toad la ritiene "magica". Però, le loro opinioni cambiano quando si schiantano contro un gigante pupazzo di neve.

## Il villaggio dei pescatori
Arthur è triste perché Thomas, che odia il pesce, viene mandato a lavorare sulla linea del villaggio dei pescatori. L'atteggiamento scontroso di Thomas, però, lo porta in una situazione rischiosa.

## In corsa con l'elefante
Pallone Gonfiato manda Duncan a prendere la statua di un elefante da portare al nuovo parco, e gli raccomanda di fare attenzione. Tuttavia, non aspetta il tender e, siccome i suoi freni non sono abbastanza potenti, finisce per sfrecciare a tutta velocità con la statua.

## Pace e silenzio
Murdoch è una nuova locomotiva gialla potente e forte. La locomotiva cerca tutto il giorno pace e silenzio, ma Sodor è troppo rumorosa. Finché un gregge di pecore rumorose non gli dimostra il contrario.

## Fergus disobbedisce
Diesel incontra Fergus e lo spaventa, dicendogli che Pallone Gonfiato voleva che la locomotiva se ne andasse dal cementificio e voleva che andasse a lavorare alla fonderia. Fergus, da brava locomotiva che è, obbedisce a Diesel, non realizzando che era solo uno scherzo.

## Bulgy torna in strada
Bulgy l'autobus torna in servizio a causa di una carenza di locomotive per portare i turisti in giro durante le vacanze estive. Però, le galline lo vogliono ancora come pollaio, e di notte salgono a bordo una ad una. Il giorno seguente succede il caos.

## Harold e il cavallo volante
Sull'isola sta per tenersi la festa d'estate, e le locomotive lavorano per preparare la festa. Harold è triste perché è in servizio e quindi non può partecipare. Però, alla fine riesce a partecipare anche lui quando Pegasus il cavallo da tiro rimane bloccato in un fosso.

## La grande inaugurazione
Una nuova linea sta per aprire sulla ferrovia delle locomotive piccole, ma Skarloey arriva tardi all'annuncio. La locomotiva ha paura di arrivare tardi un'altra volta, ma alla fine ne vale la pena quando Lady Hatt e Pallone Gonfiato hanno problemi con la mongolfiera.

## Le locomotive addobbate
È il 1º maggio sull'isola di Sodor, e Pallone Gonfiato ha permesso alle locomotive di agghindarsi. Gordon ritiene che le locomotive importanti non si addobbano. Le locomotive decidono di organizzare una gara per determinare la locomotiva addobbata meglio, e Gordon vince per le sue "decorazioni".

## Gordon e Spencer
Una veloce locomotiva della terraferma chiamata Spencer visita l'isola. Spencer deve accompagnare i suoi passeggeri speciali ad una festa a Maron, ma siccome non fa il pieno d'acqua, rimane bloccato. Però, Gordon va alla riscossa.

## I dolciumi natalizi
La camionetta Elizabeth deve consegnare i dolciumi natalizi per i bambini. Però, nonostante la sua affidabilità, scivola su una strada ghiacciata e finisce contro un cumulo di neve.

## L'affidabile Rusty
Rusty si accorge che un ponte di legno ha bisogno di riparazioni e avverte le altre locomotive. Però, Duncan lo ignora ed attraversa comunque il ponte.

## Urrà per Thomas
Thomas fa una gara con Bertie, ma la interrompe quando viene a sapere che deve recuperare le medaglie per la giornata dello sport che Pallone Gonfiato ha dimenticato.

## Distribuzione home video
La stagione è stata distribuita in Italia via home video dalla Dynit, attraverso 2 DVD. I DVD sono:
- La regina di Sodor
- Urrà per Thomas